# Станция Скуратово
Станция Скуратово — посёлок (в 1989—2014 гг. — посёлок городского типа) в Чернском районе Тульской области России.
В рамках административно-территориального устройства относится к Поповской сельской администрации Чернского района, в рамках организации местного самоуправления входит в сельское поселение Северное.
Население — 1095 чел. (2014).

## География
Расположен в 81 км к юго-западу от областного центра. Центром посёлка является одноимённая железнодорожная станция на линии Тула—Орёл.

## История
Земли вокруг нынешнего посёлка были пожалованы Иваном Грозным семейству Малюты Скуратова.
В 1868 году была открыта станция Скуратово — одна из старейших на железной дороге (название получила в честь участника Великой Северной экспедиции А. И. Скуратова). В 1869 году на станции открыли земскую больницу, в 1889 году — первую на Московской железной дороге железнодорожную школу. В 1882 году близ Скуратово произошла Кукуевская катастрофа (погибло более 40 человек).
Поезда дальнего следования имели на станции Скуратово долгую остановку для смены паровозов. Во второй половине XX века длинные остановки поездов, следующих в сторону Москвы и Курска, были связаны со сменой локомотивных бригад, также станция использовалась для выгрузки мусора из поездов дальнего следования, направлявшихся с юга страны в Москву. В настоящее время на станции останавливаются поезда дальнего следования и пригородные поезда.
В 1989 году получил статус посёлка городского типа (рабочего посёлка). В 2014 году преобразован в сельский населённый пункт (посёлок).
С 2006 до 2014 гг. был административным центром городского поселения Станция Скуратово, а с его упразднением включён в Северное сельское поселение.

## Население
| 2002 | 2009 | 2010  | 2012  | 2013  | 2014  |
| ---- | ---- | ----- | ----- | ----- | ----- |
| 961  | ↘887 | ↗1122 | ↗1124 | →1124 | ↘1095 |

## Экономика
В Скуратово разрушены завод железобетонных конструкций, кондитерский, ситровой цеха, хлебопекарня. На данный момент работает только асфальтобетонный завод.

## Достопримечательности
Трёхэтажное каменное здание вокзала станции — памятник архитектуры (1870 год), в нём работает музей железнодорожного транспорта.
На территории музейного комплекса станции Скуратово установлены три памятника. В сквере, у здания вокзала, установлен памятник знаменитому мореплавателю А. И. Скуратову, чьим именем названы остров и пролив, открытые «птенцом Петра Великого» во время плавания по Великому Северному Морскому пути. В здании вокзала, в музее, восстановлен в первоначальном виде памятник Р. С. Оружило и А.С. Полунину. На вечной стоянке застыл паровоз Л 3036, символ ушедшей эпохи.